# Шеремета Святослав Романович
Святослав Романович Шеремета  (нар. 7 лютого 1982, м. Львів) — президент української бодибілдинг-федерації WABBA.

## Життєпис
Народився 7 лютого 1982 року у місті Львові. У 1989—1995 роках навчання у Львівській СЗОШ № 44, у 1995−1997 роках — у Львівській гуманітарній гімназії. У 1997 році продовжив навчання у Львівській СЗОШ № 72, яку закінчив у 1999 році. По закінченню школи вступив на спортивний факультет Львівського державного інституту фізичної культури, який закінчив 2004 року та одержав диплом магістра з Олімпійського та професійного спорту. У 2011—2015 роках навчався в аспірантурі цього ж вишу (заочна форма).

### Діяльність, спортивні досягнення
- 2002 рік — прийнятий на роботу в Установу дитячо-юнацьких та молодіжних клубів Шевченківського р-ну м. Львова на посаду тренера в атлетичний клуб «Котигорошко», де працює й понині. Того ж року здобув титул чемпіона України з бодибілдингу серед юніорів.
- 2009 рік — в м. Абердин (Шотландія) здобув бронзу на чемпіонаті Світу та срібло на чемпіонаті Європи з бодибілдингу серед юніорів.
- 2005 рік — здобув титул чемпіона України серед чоловіків.
- 2005—2006 роки — проходив строкову службу рядовим у внутрішніх військах збройних сил України.
- 2007 рік — заснував та очолив ГО «Ліга культуризму Львова» (ЛКЛ)[1];
- 2007—2009 роки — обіймав посаду віцепрезидентом НАББ (Національна асоціація бодибілдингу аматорів) України.
- 2013 рік — відкрив першу офіційну тренувальну базу ГО «ЛКЛ» та ГО «УФББ» у Львові — фітнес-клуб «ЛІГА».
- восени 2014 року вирушив добровольцем на східний фронт.

### Політична діяльність
З березня 2010 року — член ВО «Свобода». 31 жовтня 2010 року був обраний депутатом VI скликання до Львівської міської ради по мажоритарному виборчому окрузі № 5 м. Львова. Святослав Шеремета є заступником депутатської комісії молодіжної політики, спорту та оздоровлення ЛМР.

### Відзнаки та нагороди
- 2002 році здобув титул чемпіона України з бодибілдингу (НАББА) серед юніорів та був включений у склад національної збірної команди України;
- у 2003 році у м. Абердин (Шотландія) здобув бронзу на чемпіонаті Світу та срібло на чемпіонаті Європи з бодибілдингу (НАББА) серед юніорів;
- у 2005 році здобув титул чемпіона України (НАББА) серед чоловіків.

## Родина
Одружився у липні 2011 року. Дружина — Шеремета Лілія Орестівна (нар. 1992), випускниця Львівського державного лісотехнічного університету. У шлюбі народилися син Роман (нар. 7 червня 2012) та донька Роксолана (нар. 19 квітня 2014).